# Rudolf Eichler
Rudolf („Rudi“) Eichler (* 12. August 1893 in Hagenau; † 17. Juli 1967) war ein deutscher Kommunist, Gewerkschafter und Widerstandskämpfer gegen das NS-Regime.

## Leben
Von 1899 bis 1907 besuchte Eichler die Volksschule und anschließend von 1907 bis 1911 eine Fortbildungsschule. Er absolvierte eine Lehre als Maschinenbau- und Elektrotechniker. 1913 wurde er zur Marine eingezogen. 1917 trat er der Sozialdemokratischen Partei Deutschlands bei, wurde jedoch bereits 1918 Mitglied der Unabhängigen Sozialdemokratischen Partei Deutschlands und des Deutschen Metallarbeiter-Verbandes. 1920 schloss er sich der Kommunistischen Partei Deutschlands (KPD) an. 1922/23 war er Mitglied des Betriebsrates der C. Lorenz AG in Berlin-Tempelhof. 1923 ging er im Auftrag der KPD ins Ruhrgebiet, später war er politischer Leiter der KPD in Berlin-Pankow.
Nach der „Machtergreifung“ der Nationalsozialisten wurde Eichler auf offener Straße von der SA angegriffen und misshandelt. Eichler blieb jedoch weiterhin illegal für die KPD aktiv und erhielt unter anderem von Olaf Barutzki antifaschistisches Material zur Information und Weitergabe. Dessen Familie unterstützte er auch finanziell. Eichler hörte in seiner Wohnung auch ausländische Sender ab wie Radio Moskau. Nach Ausbruch des Zweiten Weltkrieges baute er zusammen mit Max Niemand eine Widerstandsgruppe auf und stellte mit ihm illegale Zeitungen her. Eichler unterstützte im März 1945 den durch die Rote Armee abgesetzten Fallschirmspringer Werner Böhnke. 
Im Mai 1945 gründete Eichler, zusammen mit den Kommunisten Karl Grünberg und Bruno Mätzchen ein „Volkskomitee für den Wiederaufbau“, das sich in einem Lokal Ecke Wollank-/Schulzestraße einrichtete und auch starken Zulauf aus nichtkommunistischen Kreisen erhielt. Eichler trat wieder der KPD bei und wurde 1946 Mitglied der Sozialistischen Einheitspartei Deutschlands. Bis 1955 war er beim Verlag „Neues Deutschland“ angestellt, ab 1955 arbeitete er als Werbeberater bei der DEWAG.
Eichler wurde 1964 mit dem Vaterländischen Verdienstorden in Bronze ausgezeichnet. Er war auch Träger anderer staatlicher Auszeichnungen.